# Alexei Borissowitsch Smirnow

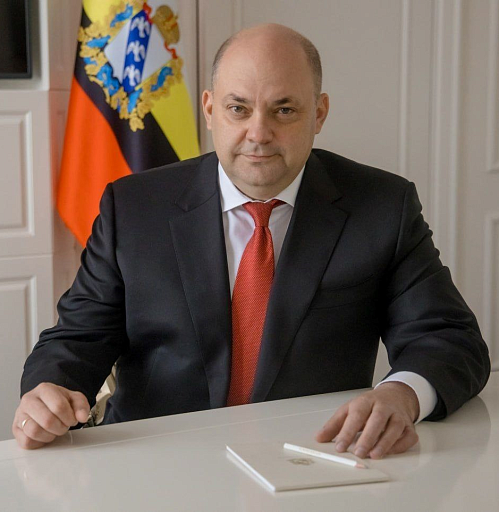
Alexei Smirnow (2024)

Alexei Borissowitsch Smirnow (russisch Алексей Борисович Смирнов; * 27. Mai 1973 in Nawlja, Oblast Brjansk) ist ein russischer Politiker. Er war von Mai bis Dezember 2024 kommissarischer Gouverneur der Oblast Kursk.

## Biografie
1995 machte Smirnow seinen Abschluss am Kursker Staatlichen Institut für Landwirtschaft. Im Jahr 2001 schloss er sein Studium an der Kursker Zweigstelle der Regionalen Akademie für öffentliche Verwaltung in Orjol mit der Spezialisierung auf staatliches und kommunales Management ab.
Von 1998 bis 2004 arbeitete er in verschiedenen Positionen im Komitee für Wohnungs- und Kommunalwirtschaft der Region Kursk: als Berater der Abteilung für die Entwicklung des Bereichs der Haushalts- und Kommunaldienstleistungen und der Lizenzvergabe; Leiter der Wirtschaftsabteilung; stellvertretender Vorsitzender des Komitees; erster stellvertretender Vorsitzender des Komitees.
Von 2004 bis 2010 war er stellvertretender Bürgermeister von Kursk und als solcher zuständig für Wohnungswesen und kommunale Dienstleistungen sowie zeitweise auch für Verkehr, Eigentum und Grundstücksbeziehungen.
Im Jahr 2011 bekleidete er die Position des stellvertretenden Leiters der Verwaltung der städtischen Siedlung Sergijew Possad.
Von 2011 bis 2012 war Smirnow als Berater des Ministers für Wohnungswesen und kommunale Dienstleistungen der Region Moskau sowie als Leiter der Abteilung für Standardisierung und Wiederaufbau von Wohnungen und kommunalen Einrichtungen tätig. Von 2012 bis 2015 war er stellvertretender Minister und von 2015 bis 2016 erster stellvertretender Minister für das Bauwesen der Oblast Moskau.
Ab dem 3. November 2018 war Smirnow stellvertretender Gouverneur der Oblast Kursk. Am 16. März 2021 wurde er zum ersten stellvertretenden Gouverneur der Region Kursk ernannt. Ab August 2022 kam das Amt des Vorsitzenden der Regierung der Oblast Kursk hinzu. Am 12. Mai 2024 wurde Smirnow zum kommissarischen Gouverneur der Oblast Kursk ernannt. Im August 2024 eroberten ukrainische Truppen in der Kursk-Offensive Teile der Region. Am 16. Dezember 2024 trat er vorzeitig von seinem Amt zurück.
Am 16. April 2025 wurde Smirnow unter dem Vorwurf des Betrugs festgenommen. Nach Medienberichten hatte ein ehemaliger ranghoher Beamter gegen ihn ausgesagt, der wegen Veruntreuung von Geldern für die Befestigungsanlagen in der Region in Untersuchungshaft sitzt. Bei einer Verurteilung drohen ihm bis zu zehn Jahre Haft.